# Pińczów
Pińczów is een stad in het Poolse woiwodschap Święty Krzyż, gelegen in de powiat Pińczowski. De oppervlakte bedraagt 14,32 km², het inwonertal 11.943 (2005).

## Verkeer en vervoer
- Station Pińczów